# Evryteri Periochi Polis Ioanninon
Evryteri Periochi Polis Ioanninon este o arie protejată (arie de protecție specială avifaunistică — SPA) din Grecia întinsă pe o suprafață de 22.446,09 ha, integral pe uscat.

## Localizare
Centrul sitului Evryteri Periochi Polis Ioanninon este situat la coordonatele 39°38′21″N 20°50′19″E / 39.639204°N 20.838721°E.

## Înființare
Situl Evryteri Periochi Polis Ioanninon a fost declarat arie de protecție specială avifaunistică în martie 2010 pentru a proteja 17 specii de animale.

## Biodiversitate
Situată în ecoregiunea mediteraneană, aria protejată nu include niciun habitat protejat.
La baza desemnării sitului se află mai multe specii protejate de  păsări (17): rață mare (Anas platyrhynchos), fâsă-de-câmp (Anthus campestris), lăstunul mare (Apus apus), stârc cenușiu (Ardea cinerea), buha (Bubo bubo), șorecarul comun (Buteo buteo), șerpar (Circaetus gallicus), lăstun de casă (Delichon urbicum), egretă mică (Egretta garzetta), Falco eleonorae, lișiță (Fulica atra), rândunică (Hirundo rustica), sfrâncioc roșiatic (Lanius collurio), ciocârlie de pădure (Lullula arborea), ciuf-pitic (Otus scops), viespar (Pernis apivorus), turturică (Streptopelia turtur)
Pe lângă speciile protejate, pe teritoriul sitului au mai fost identificate 9 specii de amfibieni, 20 de specii de reptile.